# Tine (entreprise)
Pour les articles homonymes, voir Tine.
Tine est une entreprise laitière coopérative en Norvège. 